# معطف المختبر

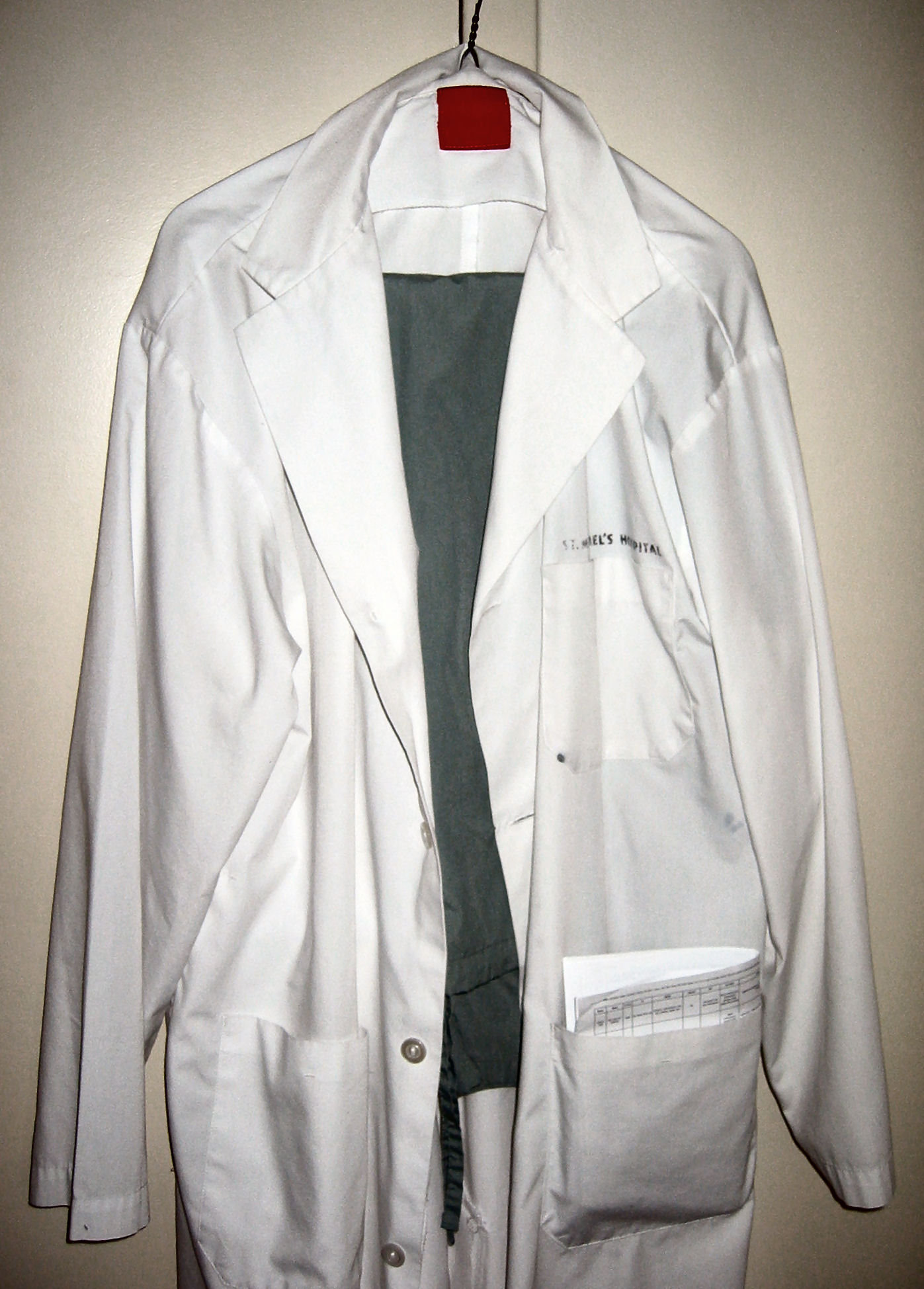
معطف مختبر

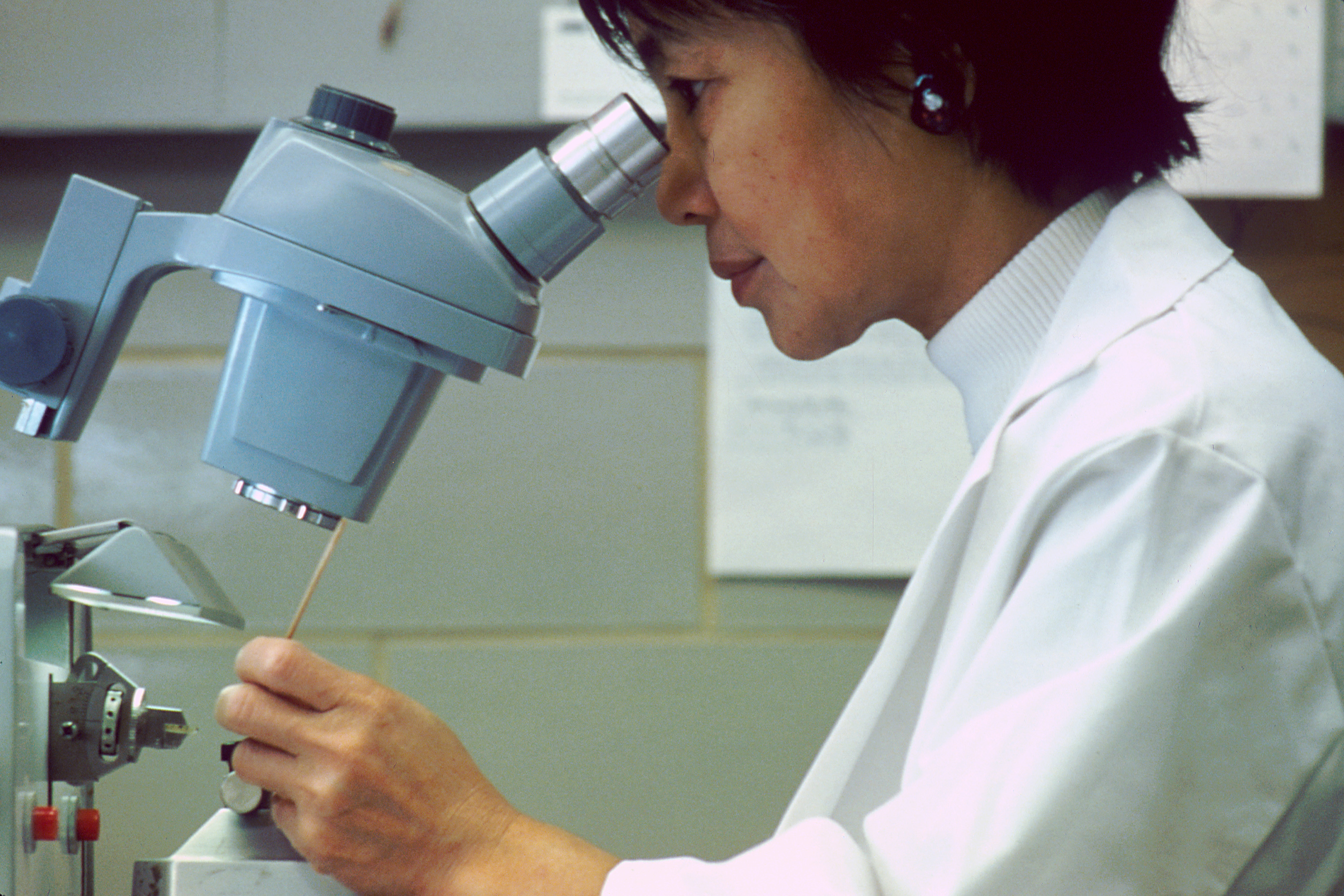
ارتداء المعطف في مختبر الاحياء الدقيقة

معطف أبيض أومعطف المختبر هو معطف بطول الركبة وهو من الثياب التي يرتديها المهنيين في الحقل الطبي أو من جانب المشاركين في العمل في المختبر. المعطف يحمي الملابس في العمل وأيضا معطف المختبر لإضفاء مظهر المهنية وحماية الملابس. يتم ارتداء الملابس البيضاء حماية من الضوء الملون، وتكون مزيج من القطن والكتان، أو القطن والبوليستر، مما يسمح بغسلها في درجة حرارة عالية وتجعل من السهل أن نرى إذا كانت نظيفة ام لا.
- المعاطف هي رمز للتعلم في الأرجنتين، حيث يتم ارتداؤها من قبل الطلاب. في تونس، موزمبيق والمدرسين يرتدون المعاطف البيضاء لحماية الملابس الخاصة بهم من غبار الطباشير.

## مواصفات معطف المختبر
- عندما تستخدم في المختبر، فأنها تحمي من أي تسرب أو انسكاب عَرضي، على سبيل المثال الأحماض.
- 1- في هذه الحالة تكون لديها عادة أكمام طويلة ومصنوعة من مادة ماصة، مثل القطن، بحيث يمكن حماية المستخدم من المادة الكيميائية المسكوبة.
- 2- بعض معاطف المختبر لها أزرار في نهاية الأكمام، لتأمينها حول المعصم بحيث لا ينغمس الكم داخل المواد الكيميائية.
- معاطف المختبر قصيرة الأكمام والتي يفضلها علماء معينين حيث لا توجد ضرورة للحماية من المواد مثل الأحماض، مثل علماء الأحياء المجهرية، وتجنب الأكمام الطويلة يقف جنبا إلى جنب مع سهولة غسل الذراعين (وذلك من الاعتبارات المهمة في علم الأحياء الدقيقة).
- مثل كلمة «دعوى (الملابس)»، وهو عبارة عن «معطف أبيض» يستخدم أحيانا للدلالة على مرتديها، السابقين في الشركات والكوادر العلمية في التكنولوجيا الحيوية أو الكيمياء.

## فيالطب
- في هذا المجال الثوب المميز للطبيب معاطف بيضاء، هذا الذّي يلبسونه الأطباء لأكثر من 100عام.
- في القرن التاسع عشر، ظهر احترام الطب الذي يمثل العلم اليقيني والذي كان في تناقض صارخ مع الدجل في العصور الوسطى · والتصوف والطب في القرن التاسع عشر.
- سعى الأطباء لتمثيل أنفسهم على أنهم علماء تفريقاً، وكذلك للتأكيد على الانتقال إلى نهج أكثر علمية للطب الحديث، فبدأوا في ارتداء الرمز الأكثر تميزا للعالم، وهو معطف المختبر الأبيض.

.
مؤخرا، ظهرت احتفالات كلية الطب بالمعطف ألابيض. وقدم أول معطف أبيض للطب في أواخر 1800م باعتباره رمزا للنظافة الحديثة والتي أصبحت لها شعبية

## فيالكيمياء
- الغرض الاساسي من معطف المختبر هو الحماية الاوليه من المواد الكميائيه وحماية الثياب التي نرتديها من التلوث بتلك المواد.
- كما انه مصمم كي يسهل نزعه باسرع وقت ممكن عن الجسم عند انسكاب مادة كيميائية ضاره عليه.
- يلبس في معمل الكيمياء وذلك تحسبا لانسكاب أي مادة قد تكون ضارة وهنالك مواد كيميائية قد تسبب الخطر على صحة الإنسان أو تسبب حرق للجلد

### الإجراءات الخاصة بالمعطف داخل المختبر
- 1. يجب ارتداء المعطف الأبيض أو الواقي بمجرد الدخول للمختبر، مع مراعاة أحكام قفله بالأزرار لوقاية الملابس التي توجد تحته، كما يلاحظ تضييق فتحه الكم بالزرار الخاص بذلك أو بأستك حتى لا يتسبب اتساعه في إسقاط بعض الأدوات عندما يعلق بها.
- 2. ينبغي عدم ارتداء ملابس غير مناسبة أثناء العمل بالمختبر إلا إذا كانت مغطاة كلية بالمعطف الأبيض، ومن أمثلة هذه الأربطة الطويلة المدلاة مثل رباطة العنق «الكرفته» أو الإيشارب المدلي، أو الأحزمة الطويلة أو السلاسل، أو الخواتم، الجاكت أو البالطو الصوف، الملابس الواسعة الفضفاضة، الملابس ذات النسيج الرقيق.
- 3. عدم ترك مساحات كبيرة من الجسم أو الملابس دون غطاء حتى لا تصيبها حروق.

### المعطف الأبيض لارتفاعضغط الدم
بعض المرضى الذين لديهم قياس ضغط الدم في عملية إعداد سريرية يكون أعلى من القراءات اعتادونها عند قياسها في بيئة المنزل. هذا على ما يبدو نتيجة لشعور المرضى باسترخاء أكثر عندما يكونون في المنزل. وتسمى في بعض الأحيان هذة الظاهرة «ارتفاع ضغط دم لمعطف أبيض» وذلك إشارة إلى المعاطف البيضاء التقليدية التي تلبس في عملية العناية السريرية، على الرغم من ان المعاطف أنفسها لا علاقة لها مع القراءات المرتفعة
.

## فيالطب النفسي
كما يستخدم المصطلح كمختصر لفظي للعاملين في ألامراض النفسية الخفر وغيرهم من الموظفين، على نحو ساخر عادة، لشخص ما يعني جنون. في عام 1966 أغنية،(انهم عائدون ليأخذني بعيدا هاهاها!) نابليون الرابع عشر مشاهدة الجمهور لعلاقة خيالية ورمزية بين هذه المؤسسات والمعاطف البيضاء

## علم الأحياء
في الصناعات والمؤسسات ذات الصلة بعلم الأحياء، وتستخدم معاطف بيضاء وخضراء. عمومًا، يتم استخدام المعاطف البيضاء في العمل المخبري.

## العناية بالمعطف ونظافته

### أولا
تملأء غسالة الملابس بكمية كافية ونظيفة من الماء ثم نضع عليه كمية مناسبة من الكلور كالكورأكس مثلا، وكمية من الصابون لا تكثر من الكلور حتى لا يصفر المعطف.
شغل الغسالة وأتركها دورة كاملـــة.

### ثانيا
قم بعملية الشطف، وذلك بتفريغ الماء من الغسالة وأضافة ماء جديد ونظيف، وضع فيه كمية من الخل. ازل البقع إذا وجدت بمزيل للبقع مناسب.اضف مطهر

### ثالثا
جفف المعطف في المجفف، مع أهمية تعريض المعطف للأشعة الشمس لفترة ليست طويلة.

### رابعا
اكوي المعطف، مع استخدام النشا لكوي أفضل.

## وصلات خارجية
- White coats and the medical profession